# Oscar dos Santos Emboaba Júnior
Oscar dos Santos Emboaba Júnior (phát âm tiếng Bồ Đào Nha: [ɔʃkaɾ dus ˈsɐ̃tus imbɔɐba ʒũnjoʁ]; sinh ngày 9 tháng 9 năm 1991), thường gọi là Oscar, là cầu thủ bóng đá chuyên nghiệp người Brasil thi đấu ở vị trí tiền vệ tấn công cho câu lạc bộ São Paulo tại Campeonato Brasileiro Série A. Oscar khởi đầu sự nghiệp của mình tại São Paulo trước khi đến Internacional do tranh chấp về lương. Tháng 7 năm 2012, anh chính thức trở thành cầu thủ của Chelsea với phí chuyển nhượng khoảng 25 triệu bảng Anh. Sau bốn năm rưỡi thi đấu cho Chelsea với hai chức vô địch Premier League, một chức vô địch League Cup và một chức vô địch UEFA Europa League, Oscar chuyển đến Cảng Thượng Hải với mức phí 60 triệu bảng Anh.
Ở cấp độ đội tuyển, Oscar đã cùng U-20 Brasil giành chức vô địch Giải vô địch U-20 thế giới 2011 trong đó anh lập hat-trick trong trận chung kết để trở thành cầu thủ đầu tiên trong lịch sử ghi được hat-trick trong một trận chung kết bóng đá U-20 thế giới. Tháng 7 năm 2012, anh được triệu tập vào đội tuyển Brasil và có danh hiệu đầu tiên cùng đội tuyển vào năm 2013 là chức vô địch Cúp Liên đoàn các châu lục.
Oscar thi đấu cho Chelsea được 4 năm thì anh chuyển đến thi đấu cho CLB Thượng Hải SIPG của Trung Quốc. Nhưng ở đây anh ko thể cải thiện kĩ năng chơi bóng của mình, vì vậy anh không được gọi lên đội tuyển bóng đá quốc gia Brazil đá World Cup 2018. Đây là thiệt thòi lớn cho anh. Hè năm 2018, Oscar có ý muốn trở lại Chelsea và đang chờ ý kiến từ ban lãnh đạo câu lạc bộ nhưng không được chấp thuận.

## Cuộc sống gia đình
Oscar mồ côi cha từ năm anh ba tuổi. Cha anh, ông Oscar dos Santos Emboaba Sr vốn là một cầu thủ nghiệp dư và nghề nghiệp chính thức của ông là một nhân viên bán hàng đồ nội thất. Vợ của Oscar là Ludmila, một người phụ nữ gốc Nhật Bản và hai người kết hôn vào năm 2011. Hai vợ chồng sinh được cô con gái tên là Júlia vào ngày 5 tháng 6 năm 2014 và một cậu con trai tên Caio sinh ngày 11/4/2016 

## Sự nghiệp câu lạc bộ

### São Paulo và Internacional
Oscar sinh ra và lớn lên ở Americana, thành phố nhỏ thuộc bang São Paulo của Brasil. Anh gia nhập học viện bóng đá trẻ União Barbarense trước khi đến São Paulo FC vào năm 2004 ở tuổi 13. Năm 2008, Oscar lên chơi ở đội một và giúp đội bóng này giành chức vô địch quốc gia thứ ba liên tiếp. Năm 2009, São Paulo đã từ chối chi trả khoản tiền lương hứa trước đó cho Oscar. Do đó, anh đã kiện đội bóng Brasil ra tòa án trước khi quyết định đến Internacional vào tháng 11 năm 2009. Người đại diện của anh cho rằng hợp đồng giữa anh và São Paulo vô hiệu khi Oscar đã ký hợp đồng trên ba năm khi mới chỉ 16 tuổi. Tuy nhiên, Oscar đã không thể thi đấu đến tận tháng 6 năm 2010 do bị São Paulo ngăn cản và phải đến ngày 30 tháng 5 năm 2010, hai câu lạc bộ mới đạt được thỏa thuận giúp anh có thể ra sân trở lại. Trong khoảng thời gian này, anh đã vắng mặt trong một trận đấu quan trọng của Internacional ở Copa Libedatores.
Oscar là trụ cột trong đội hình cùng Internacional giành cú đúp vô địch bang Campeonato Gaúcho 2011 và 2012 cùng siêu cúp Nam Mỹ, Recopa Sudamericana. Mùa giải 2011, anh ghi 13 bàn và kiến tạo 10 đường chuyền thành bàn trong 44 trận. Trong mùa giải 2012, anh tiếp tục ghi 6 bàn và có 10 đường kiến tạo sau 20 trận.

### Chelsea

#### Mùa giải 2012-13
Ngày 21 tháng 7 năm 2012, Oscar xác nhận rằng anh đã hoàn tất kiểm tra y tế tại câu lạc bộ Chelsea tuy nhiên vẫn chưa ký kết hợp đồng chính thức và đợi đến khi Thế vận hội Mùa hè 2012 kết thúc để quyết định tương lại của mình. Ngày 26 tháng 7, Chelsea thông báo họ đã chính thức có được Oscar với bản hợp đồng 5 năm, giá chuyển nhượng không được tiết lộ nhưng ước tính vào khoảng 25 triệu £. Tại Chelsea, anh khoác áo số 11, số áo trước đây thuộc về Didier Drogba. Oscar có trận đấu chính thức đầu tiên cho Chelsea khi vào sân thay cho Eden Hazard ở phút 64 trong trận thắng Wigan Athletic 2-0 ngày 19 tháng 8 năm 2012. Anh cũng được vào sân từ băng ghế dự bị trong trận siêu cúp châu Âu 2012 với Atletico Madrid nhưng Chelsea đã để thua 4–1 trong trận này.
Ngay 19 tháng 9, Oscar có trận đấu chính thức đầu tiên cho Chelsea tại UEFA Champions League và là lần đầu tiên anh có mặt trong đội hình xuất phát của Chelsea. Anh đã lập một cú đúp trước Juventus giúp Chelsea dẫn trước 2-0 trong đó bàn thắng thứ hai của anh được đánh giá là hoàn hảo từ động tác đỡ bóng cho đến dứt điểm. Tuy nhiên Chelsea cuối cùng lại để Juventus cầm hòa với tỷ số 2-2 và Oscar phải rời sân vì chấn thương mắt cá chân phải. Oscar đã được UEFA đã trao danh hiệu "Cầu thủ xuất sắc nhất trận" và Goal.com cũng chấm điểm anh cao nhất trận. Trong hai trận đấu lượt đi và về với Shakhtar Donetsk tại vòng bảng UEFA Champions League, Oscar đã có hai bàn thắng, trong đó có một pha bắt volley thành bàn vào lưới trống từ khoảng cách hơn 40 m. Oscar sau đó cũng ghi bàn trong trận đấu cuối cùng của Chelsea tại Champions League 2012-13 khi đội bóng này đã bị loại sau vòng bảng, trong chiến thắng 6-1 trước Nordsjælland.
Anh có bàn thắng đầu tiên cho Chelsea tại Premier League trong chiến thắng 8-0 trước Aston Villa từ chấm phạt đền ngày 23 tháng 12. Ngày 14 tháng 2 năm 2013, khi vừa vào sân mới hơn một phút thay thế Juan Mata, Oscar đã ghi bàn thắng duy nhất của trận đấu với Sparta Praha tại vòng 1/32 Europea League 2012-13.
Anh kết thúc mùa giải bằng danh hiệu vô địch đầu tiên với Chelsea là UEFA Europa League. Sau đó một ngày, bàn thắng của Oscar trong trận đấu với Juventus được bình chọn là bàn thắng đẹp nhất mùa giải của Chelsea.

#### Mùa giải 2013-14
Oscar trở thành cầu thủ đầu tiên của Chelsea ghi bàn tại Giải bóng đá Ngoại hạng Anh 2013-14 bằng bàn thắng mở tỉ số 1-0 trong chiến thắng trước Hull City ngày 18 tháng 8. Ngày 18 tháng 9, Oscar có mùa giải thứ hai liên tiếp ghi bàn thắng mở màn cho Chelsea tại UEFA Champions League với bàn mở tỉ số trong trận đấu với Basel nhưng sau đó Chelsea đã để thua ngược 2-1. Tại vòng đấu tiếp theo của Giải Ngoại hạng Anh, anh ghi bàn mở tỉ số trong chiến thắng 2-0 trước Fulham.
Ngày 23 tháng 11, Oscar có bàn thắng thứ năm tại Premier League mùa giải này trong chiến thắng 3-0 trước West Ham United. Trong trận đấu đầu tiên của năm 2014, Oscar vào sân từ băng ghế dự bị đã ghi dấu ấn với một bàn thắng và hai đường kiến tạo đem về chiến thắng 3-0 trước Southampton. Tại vòng 4 Cúp FA 2014, anh có pha sút phạt trực tiếp thành bàn đẹp mắt đem về chiến thắng tối thiểu 1-0 trước Stoke City. Trong trận đấu kỷ niệm tròn 1000 trận huấn luyện viên Arsène Wenger dẫn đắt Arsenal, Oscar đã lập cú đúp đem về chiến thắng 6-0 cho Chelsea.

#### Mùa giải 2014-15
Sau khi tiền đạo Didier Drogba trở lại Chelsea trong kỳ chuyển nhượng hè 2014, Oscar đã nhường lại đàn anh số áo 11 và nhận số áo 8 do Frank Lampard để lại. Ngày 24 tháng 9 năm 2014, từ khoảng cách 25m, Oscar có cú sút xa ghi bàn ấn định chiến thắng 2-1 của Chelsea trước Bolton Wanderers tại vòng ba League Cup 2014-15. Anh có bàn thắng đầu tiên tại Giải ngoại hạng Anh 2014-15 ba ngày sau đó với pha đệm bóng cận thành mở tỉ số trong chiến thắng 3-0 trước Aston Villa. Đến trận đấu vòng 8 Giải ngoại hạng Anh với Crystal Palace, Oscar mở tỉ số từ quả đá phạt trực tiếp ở khoảng cách 25m và có pha kiến tạo cho Cesc Fàbregas giúp Chelsea giành thắng lợi 2-1.
Tại hai vòng đấu 21 và 22 của Giải ngoại hạng Anh 2014-15, anh đều là người ghi bàn thắng mở tỉ số cho Chelsea, giúp Chelsea lần lượt đánh bại Newcastle United 2-0 và Swansea City 5-0..
Ngày 18 tháng 4 năm 2015, trong trận đấu với Manchester United, Oscar đã có một pha đánh gót tinh tế, vừa tầm để Eden Hazard băng lên ghi bàn thắng duy nhất của trận đấu. Cuối mùa giải 2014-2015, anh nhận được giải thưởng bàn thắng của năm - cho bàn thắng vẩy má ngoài đẳng cấp vào lưới QPR - do ban lãnh đạo Chelsea trao tặng. Oscar đã cùng Chelsea vô địch Ngoại hạng Anh mùa giải 2014-2015 nhưng phong độ của anh trong nửa sau mùa giải 2014-15 là thất vọng khi không được đá chính đủ 90 phút trong tất cả các trận đấu của Chelsea từ cuối tháng 1 và đặc biệt là bị huấn luyện viên José Mourinho nói đã có màn trình diễn không đủ tốt khi bị thay ra chỉ sau 45 phút trận gặp Stoke City ngày 4 tháng 4.

#### Mùa giải 2015-16
Oscar trở thành cầu thủ đầu tiên ghi bàn cho Chelsea trong mùa giải 2015-2016 với pha đá phạt thành bàn mở tỉ số trong trận hòa 2-2 với Swansea City. Ngày 16 tháng 9, anh ghi bàn từ chấm phạt đền trong chiến thắng 4-0 trước Maccabi Tel Aviv, trận đấu đầu tiên của Chelsea tại vòng bảng Champions League 2015-16. Trong chuỗi phong độ tệ hại của Chelsea khiến huấn luyện viên José Mourinho mất việc, phong độ của Oscar cũng không được tốt khiến anh phải thường xuyên ngồi ghế dự bị. Trong trận đấu đầu tiên của Chelsea kể từ khi Mourinho bị sa thải, Oscar là người ghi bàn thắng nâng tỉ số lên 3-0 trong chiến thắng trước Sunderland. Tuy nhiên một tuần sau đó, trong trận đấu đầu tiên dưới thời tân huấn luyện viên Guus Hiddink, anh trượt ngã đá hỏng quả phạt đền cuối trận khiến Chelsea phải chịu chia điểm với Watford.
Tháng 5 năm 2017. Chelsea giành chức vô địch Giải bóng đá Ngoại hạng Anh 2016–17 và Oscar dù đã rời câu lạc bộ vẫn đủ điều kiện nhận huy chương do đã ra sân thi đấu chín trận tại Ngoại hạng Anh cho Chelsea trước khi đến Trung Quốc.

### Thượng Hải SIPG
Ngày 23 tháng 12 năm 2016, đội bóng đang thi đấu tại Chinese Super League là Thượng Hải SIPG đi đến thỏa thuận chuyển nhượng Oscar với phí chuyển nhượng vào khoảng 60 triệu £. Trong trận đấu chính thức đầu tiên trong màu áo mới, Oscar đã có được một pha lập công trong chiến thắng 3-0 trước đội bóng Thái Lan Sukhothai tại vòng play-off AFC Champions League 2017. Anh có trận đấu đầu tiên tại Chinese Super League trong trận thắng 5-1 trước Trường Xuân Á Thái, trận đấu mà anh đã đem về cho đội bóng của mình một quả phạt đền.
Tại vòng bảng AFC Champions League 2017, Oscar ghi được một bàn thắng trong trận thắng đậm Western Sydney Wanderers 5-1 nhưng bỏ lỡ hai quả phạt đền trong trận thua 1-0 trước Urawa Red Diamonds.

## Sự nghiệp đội tuyển quốc gia

### Các đội trẻ
Với phong độ xuất sắc tại Internacional, Oscar được triệu tập vào đội tuyển U-20 Brasil tham dự Giải vô địch bóng đá U-20 thế giới 2011 tại Colombia. U-20 Brasil giành chức vô địch sau khi đánh bại U-20 Bồ Đào Nha trong trận chung kết ngày 20 tháng 8 trong đó Oscar lập một hat-trick. Anh cũng trở thành cầu thủ đầu tiên trong lịch sử ghi được hat-trick trong một trận chung kết bóng đá U-20 thế giới và thành tích này được báo giới so sánh với cú hat-trick của Geoff Hurst tại World Cup 1966.

#### Olympic 2012
Oscar được triệu tập vào đội tuyển U-23 Brasil tham dự Thế vận hội Mùa hè 2012 tại Luân Đôn. Trong trận mở màn thắng U-23 Ai Cập 3-2, anh đã kiến tạo cho Rafael da Silva và Leandro Damião ghi bàn. Trận đấu tiếp theo với U-23 Belarus, Oscar ghi bàn ấn định chiến thắng 3-1 ở những phút bù giờ để đưa Brasil vào tứ kết. Đến trận bán kết với U-23 Hàn Quốc ngày 7 tháng 8, anh tiếp tục có hai pha kiến tạo thành bàn, lần này là cho Rômulo và Leandro Damião.
Tuy nhiên, trong trận chung kết, U-23 Brasil đã để thua U-23 Mexico 1-2 trong đó Oscar bỏ lỡ cơ hội gỡ hòa khi đánh đầu trượt trong tư thế trống trải ở phút bù giờ cuối cùng.

### Đội tuyển quốc gia
Oscar đã có trận đấu ra mắt đội tuyển quốc gia khi được vào thay người trong trận hòa 0-0 với Argentina vào tháng 9 năm 2011. Anh có bàn thắng đầu tiên cho đội tuyển trong trận giao hữu thua 3-4 trước Argentina. Ngày 10 tháng 9 năm 2012, trong trận giao hữu thắng Trung Quốc 8-0, Oscar đã có ba đường chuyền thành bàn và ghi bàn ấn định tỉ số trên chấm 11m.

#### Confederations Cup 2013
Oscar đã cùng đội tuyển Brasil vô địch Cúp Liên đoàn các châu lục 2013 sau khi giành chiến thắng 3-0 trước Tây Ban Nha trong trận chung kết, trận đấu mà anh đã có một đường kiến tạo cho tiền đạo Neymar ghi bàn thắng thứ hai.

#### World Cup 2014
Oscar được huấn luyện viên Luiz Felipe Scolari triệu tập tham dự World Cup 2014 ngay tại quê hương. Ngày 12 tháng 6, trong trận khai mạc của giải đấu và cũng là trận đấu đầu tiên trong sự nghiệp của Oscar tại giải vô địch bóng đá thế giới, anh đã ghi bàn ở những phút cuối của trận đấu, ấn định chiến thắng 3-1 của Brasil trước đội tuyển Croatia. Trong trận bán kết với đội tuyển Đức, Oscar đã vượt qua sự truy cản của Jérôme Boateng để ghi bàn thắng danh dự cho đội chủ nhà Brasil trong trận thảm bại 7-1 trước Đức. Anh là một trong hai cầu thủ của Brasil có tên trong đội hình tiêu biểu của World Cup 2014 do FIFA bầu chọn.

## Thống kê sự nghiệp

### Câu lạc bộ
Tính đến 3 tháng 12 năm 2024.
| Câu lạc bộ          | Mùa giải            | Giải đấu             | Giải đấu | Giải đấu | Giải đấu cấp bang | Giải đấu cấp bang | Cúp quốc gia | Cúp quốc gia | Cúp liên đoàn | Cúp liên đoàn | Châu lục | Châu lục | Khác | Khác | Tổng cộng | Tổng cộng |
| Câu lạc bộ          | Mùa giải            | Hạng đấu             | Trận     | Bàn      | Trận              | Bàn               | Trận         | Bàn          | Trận          | Bàn           | Trận     | Bàn      | Trận | Bàn  | Trận      | Bàn       |
| ------------------- | ------------------- | -------------------- | -------- | -------- | ----------------- | ----------------- | ------------ | ------------ | ------------- | ------------- | -------- | -------- | ---- | ---- | --------- | --------- |
| São Paulo           | 2008                | Série A              | 0        | 0        | 0                 | 0                 | 0            | 0            | —             | —             | 1        | 0        | —    | —    | 1         | 0         |
| São Paulo           | 2009                | Série A              | 11       | 0        | 1                 | 0                 | 0            | 0            | —             | —             | 1        | 0        | —    | —    | 13        | 0         |
| São Paulo           | Tổng cộng           | Tổng cộng            | 11       | 0        | 1                 | 0                 | 0            | 0            | —             | —             | 2        | 0        | —    | —    | 14        | 0         |
| Internacional       | 2010                | Série A              | 5        | 0        | 0                 | 0                 | 0            | 0            | —             | —             | 0        | 0        | 1    | 0    | 6         | 0         |
| Internacional       | 2011                | Série A              | 26       | 10       | 12                | 0                 | 0            | 0            | —             | —             | 6        | 3        | —    | —    | 44        | 13        |
| Internacional       | 2012                | Série A              | 5        | 1        | 9                 | 4                 | 0            | 0            | —             | —             | 6        | 1        | —    | —    | 20        | 6         |
| Internacional       | Tổng cộng           | Tổng cộng            | 36       | 11       | 21                | 4                 | 0            | 0            | —             | —             | 12       | 4        | 1    | 0    | 70        | 19        |
| Chelsea             | 2012–13             | Premier League       | 34       | 4        | —                 | —                 | 7            | 2            | 5             | 0             | 15       | 6        | 3    | 0    | 64        | 12        |
| Chelsea             | 2013–14             | Premier League       | 33       | 8        | —                 | —                 | 3            | 2            | 0             | 0             | 10       | 1        | 1    | 0    | 47        | 11        |
| Chelsea             | 2014–15             | Premier League       | 28       | 6        | —                 | —                 | 2            | 0            | 4             | 1             | 7        | 0        | —    | —    | 41        | 7         |
| Chelsea             | 2015–16             | Premier League       | 27       | 3        | —                 | —                 | 4            | 3            | 1             | 0             | 7        | 2        | 1    | 0    | 40        | 8         |
| Chelsea             | 2016–17             | Premier League       | 9        | 0        | —                 | —                 | 0            | 0            | 2             | 0             | —        | —        | —    | —    | 11        | 0         |
| Chelsea             | Tổng cộng           | Tổng cộng            | 131      | 21       | —                 | —                 | 16           | 7            | 12            | 1             | 39       | 9        | 5    | 0    | 203       | 38        |
| Cảng Thượng Hải     | 2017                | Chinese Super League | 22       | 3        | —                 | —                 | 6            | 3            | —             | —             | 12       | 3        | —    | —    | 40        | 9         |
| Cảng Thượng Hải     | 2018                | Chinese Super League | 29       | 12       | —                 | —                 | 3            | 0            | —             | —             | 8        | 4        | —    | —    | 40        | 16        |
| Cảng Thượng Hải     | 2019                | Chinese Super League | 28       | 9        | —                 | —                 | 3            | 2            | —             | —             | 10       | 3        | 1    | 0    | 42        | 14        |
| Cảng Thượng Hải     | 2020                | Chinese Super League | 16       | 5        | —                 | —                 | 1            | 1            | —             | —             | 6        | 0        | —    | —    | 23        | 6         |
| Cảng Thượng Hải     | 2021                | Chinese Super League | 22       | 5        | —                 | —                 | 3            | 0            | —             | —             | 0        | 0        | —    | —    | 25        | 5         |
| Cảng Thượng Hải     | 2022                | Chinese Super League | 3        | 1        | —                 | —                 | 2            | 1            | —             | —             | —        | —        | —    | —    | 5         | 2         |
| Cảng Thượng Hải     | 2023                | Chinese Super League | 30       | 9        | —                 | —                 | 2            | 0            | —             | —             | 1        | 0        | —    | —    | 33        | 9         |
| Cảng Thượng Hải     | 2024                | Chinese Super League | 29       | 14       | —                 | —                 | 4            | 1            | —             | —             | 6        | 1        | 1    | 0    | 39        | 15        |
| Cảng Thượng Hải     | Tổng cộng           | Tổng cộng            | 179      | 58       | —                 | —                 | 24           | 8            | —             | —             | 43       | 11       | 2    | 0    | 248       | 77        |
| São Paulo           | 2025                | Série A              | 0        | 0        | 0                 | 0                 | 0            | 0            | —             | —             | 0        | 0        | —    | —    | 0         | 0         |
| Tổng cộng sự nghiệp | Tổng cộng sự nghiệp | Tổng cộng sự nghiệp  | 357      | 90       | 21                | 4                 | 40           | 15           | 12            | 1             | 96       | 24       | 9    | 0    | 535       | 134       |

1. ↑  Bao gồm Campeonato Paulista, Campeonato Gaúcho
2. ↑  Bao gồm FA Cup, Chinese FA Cup
3. ↑  Bao gồm EFL Cup
4. ↑  Số lần ra sân tại Copa Sudamericana
5. 1 2 3  Số lần ra sân tại Copa Libertadores
6. ↑  Số lần ra sân tại FIFA Club World Cup
7. ↑  Sáu trận và năm bàn thắng tại UEFA Champions League, chín lần ra sân và một bàn thắng tại UEFA Europa League
8. ↑  một lần ra sân tại UEFA Super Cup, hai lần ra sân tại FIFA Club World Cup
9. 1 2 3  Số lần ra sân tại UEFA Champions League
10. ↑  Số lần ra sân tại UEFA Super Cup
11. ↑  Ra sân tại FA Community Shield
12. 1 2 3 4 5  Số lần ra sân tại AFC Champions League
13. 1 2  Ra sân tại Chinese Super Cup

### Đội tuyển quốc gia

#### Số trận thi đấu
| Đội tuyển quốc gia | Năm       | Trận | Bàn |
| ------------------ | --------- | ---- | --- |
| Brasil             | 2011      | 2    | 0   |
| Brasil             | 2012      | 10   | 4   |
| Brasil             | 2013      | 15   | 4   |
| Brasil             | 2014      | 16   | 3   |
| Brasil             | 2015      | 4    | 1   |
| Tổng cộng          | Tổng cộng | 48   | 12  |

#### Bàn thắng cho đội tuyển quốc gia
Cập nhật: 10 tháng 9 năm 2012.
| Số thứ tự | Ngày                 | Địa điểm                                             | Đối thủ    | Bàn thắng | Kết quả | Giải đấu            |
| --------- | -------------------- | ---------------------------------------------------- | ---------- | --------- | ------- | ------------------- |
| 1.        | 9 tháng 6 năm 2012   | Sân vận động MetLife, New Jersey, Hoa Kỳ             | Argentina  | 2–2       | 3–4     | Giao hữu            |
| 2.        | 10 tháng 9 năm 2012  | Sân vận động Arruda, Recife, Brasil                  | Trung Quốc | 8–0       | 8–0     | Giao hữu            |
| 3         | 11 tháng 10 năm 2012 | Sân vận động Swedbank, Malmö, Thụy Điển              | Iraq       | 1–0       | 6–0     | Giao hữu            |
| 4         | 11 tháng 10 năm 2012 | Sân vận động Swedbank, Malmö, Thụy Điển              | Iraq       | 2–0       | 6–0     | Giao hữu            |
| 5.        | 21 tháng 3 năm 2013  | Sân vận động Genève, Genève, Thụy Sĩ                 | Ý          | 2–0       | 2–2     | Giao hữu            |
| 6.        | 9 tháng 6 năm 2013   | Arena do Grêmio, Porto Alegre, Brasil                | Pháp       | 1–0       | 3–0     | Giao hữu            |
| 7.        | 12 tháng 10 năm 2013 | Sân vận động World Cup Seoul, Seoul, Hàn Quốc        | Hàn Quốc   | 2–0       | 2–0     | Giao hữu            |
| 8.        | 15 tháng 10 năm 2013 | Sân vận động Quốc gia Bắc Kinh, Bắc Kinh, Trung Quốc | Zambia     | 1–0       | 2–0     | Giao hữu            |
| 9.        | 5 tháng 3 năm 2014   | Soccer City, Johannesburg, Nam Phi                   | Nam Phi    | 1–0       | 5–0     | Giao hữu            |
| 10.       | 12 tháng 6 năm 2014  | Arena Corinthians, São Paulo, Brasil                 | Croatia    | 3–1       | 3–1     | FIFA World Cup 2014 |
| 11.       | 8 tháng 7 năm 2014   | Sân vận động Mineirão, Belo Horizonte, Brasil        | Đức        | 1–7       | 1–7     | FIFA World Cup 2014 |
| 12.       | 26 tháng 3 năm 2015  | Stade de France, Saint-Denis, Pháp                   | Pháp       | 1–1       | 3–1     | Giao hữu            |

## Danh hiệu
Internacional
- Recopa Sudamericana: 2011[72]

Chelsea
- Premier League: 2014–15, 2016–17[2]
- EFL Cup: 2014–15[73]
- UEFA Europa League: 2012–13[74]

Cảng Thượng Hải

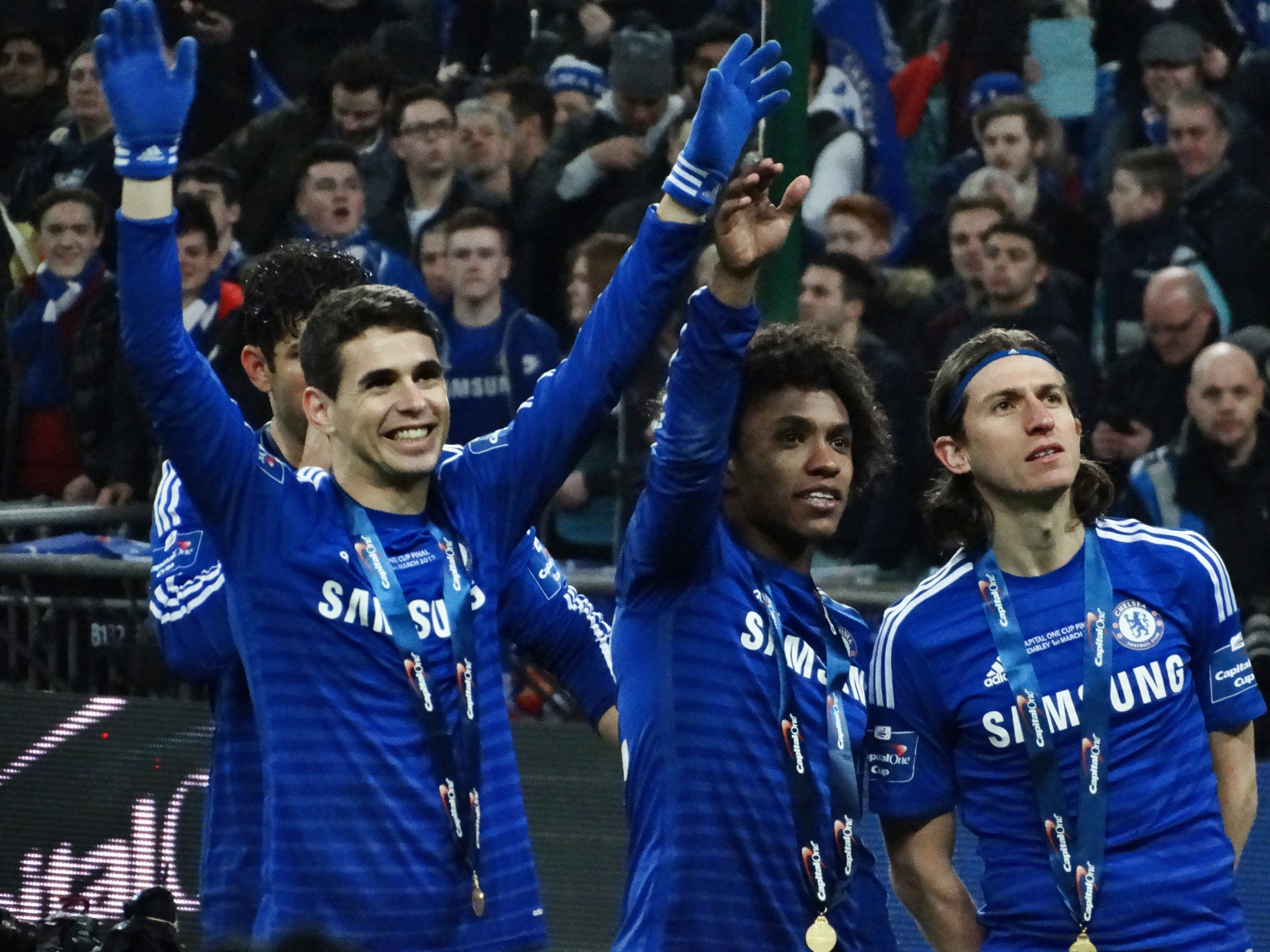
Oscar cùng với Diego Costa, Willian và Filipe Luís ăn mừng chức vô địch Cúp liên đoàn bóng đá Anh 2014–15 cùng Chelsea

- Chinese Super League: 2018,[75] 2023, 2024
- Chinese FA Cup: 2024
- Chinese FA Super Cup: 2019[76]

U-20 Brasil
- Giải vô địch bóng đá U-20 Nam Mỹ: 2011
- FIFA U-20 World Cup: 2011

Brasil
- FIFA Confederations Cup: 2013

Cá nhân
- Đội hình tiêu biểu World Cup 2014 do FIFA bầu chọn
- Bàn thắng đẹp nhất mùa giải của Chelsea (2): 2012-13, 2014-15